# Cormicy
Cormicy – miejscowość i gmina we Francji, w regionie Grand Est, w departamencie Marna. W 2013 roku populacja gminy wynosiła 1450 mieszkańców. 
1 stycznia 2017 roku połączono dwie wcześniejsze gminy: Cormicy oraz Gernicourt. Siedzibą nowej gminy została miejscowość Cormicy, a gmina przyjęła jej nazwę. 